# Diga di Pranu Antoni
La diga Pranu Antoni è uno sbarramento artificiale situato nell'omonima località, in territorio di Fordongianus, provincia di Oristano. L'impianto è realizzato sul fiume Tirso, immediatamente dopo il punto di confluenza col rio Flumineddu del Barigadu e a circa due chilometri a valle della diga Eleonora d'Arborea che dà origine al lago Omodeo.
L'impianto, di proprietà della Regione Sardegna, fa parte del sistema idrico multisettoriale regionale ed è gestito dall'Ente acque della Sardegna.